# 暴雨燃燒
《暴雨燃燒》（英語：The Burning Rain）是香港亞洲電視製作的一部電視劇，全劇共35集，監製韋家輝。這是韋家輝繼《還看今朝》後另一部由其擔任監製的亞洲電視劇集。以1960-1990年間的中國兩岸三地作為時代背景，主角經歷中國近代最跌盪的30年，將人的執著深情和國家機器的變遷無情兩種極端互相比較衝擊，造成強烈的戲劇效果。其中由關詠荷所飾演的柴雙，是一個反派以及患上精神分裂症的戀兄狂，這角色乃是她初露演技精湛的代表作之一。
本劇曾在2010年於南方電視台廣東影視及亞洲電視本港台重播。

## 故事大綱
某偏僻村落，常遭神秘人破坏，他就是曾在村中惨遭凌虐，并已改名换姓的柴单(任达华飾)。单一直对心上人袁冬儿(雪梨飾)隐瞒真相，但终在县高干向儿迫婚当日，单才表露身份，并设法救冬儿及其妹柴双(关咏荷飾)，展开逃亡的生活。可惜单终告落网，被判重刑。服刑期间，单因思念儿、双二人，决逃狱。途中巧遇舞女程嘉丽(庄静而飾)，借其身份掩护，偷渡来港，成为无证居民。后单得悉儿定居台湾，另嫁他人，单悲伤之余，决意洗心革面建立自己的事业，成为新崛起的年青商家，继续追寻真爱与自由。

## 劇情簡介
七十年代初，福建某偏僻村落，常遭神秘人破壞，原來破壞者就是幼年時一家曾在村中慘遭凌虐，導致兩名弟弟慘死的衛東，為報仇改名換姓為柴單（任達華飾）。單一方面在暗中在村中破壞，對仍在村中居住的青梅竹馬心上人袁冬兒（雪梨飾）隱瞞身份，但縣高幹李鐵生（韓義生飾）向冬兒迫婚當日，單表露身份，並帶冬兒及其妹柴雙（關詠荷飾）離開村落，展開逃亡的生活。可惜單終告落網，更因破壞村落的事敗露而被判重刑，流放青海。服刑期間，單因思念冬兒、雙二人，屢次逃獄失敗。
福建公安丁峰（吳毅將飾）調查單案件，因同情單遭遇及相信單是無辜而開罪上級，結果被調往青海監獄工作，與在青海服刑的單重遇。峰多次逮捕逃獄的單，卻因此與單成為好友。後來被囚近十年的單再次逃獄，並脅迫回鄉祭祖的香港舞女程嘉麗（莊靜而飾），借其身份掩護，返回故鄉，卻發現心上人冬兒及妹雙已不知所終，而且再被前來搜捕他的峰拘捕。峰被單苦勸下將單放走，而峰亦發現故鄉的妻子已另嫁他人，自己亦決定不再當獄警，不回青海覆命。兩年後單、雙、峰三人在廣州重遇，之後三人遷居深圳，峰鍾情於雙，最後與雙結為夫婦，而單得悉冬兒已前往香港，毅然偷渡到香港。
單偷渡來港後，得醫生司徒子俊（李青山飾）和其妻程嘉欣（楊玉梅飾）接濟，單視他們夫婦二人為恩人。單後來重遇嘉麗，原來嘉麗是嘉欣之姊，多年前姊妹反目而不相往來。單得嘉麗幫助下取得假身份證在香港居留，並在嘉麗介紹下在她工作的夜總會擔當雜務。而單亦協助嘉麗嘉欣姊妹和好，嘉麗亦在單鼓勵下從良。嘉麗對單傾慕，但單仍心繫冬兒。
峰與雙婚後誕下一子，一家三口後來成功申請雙程證來港半年探望單。雙羨慕香港的繁華，嫌棄峰貧窮，決定拋夫棄子，更利用對自己傾慕的香港警察林志剛（煒烈飾），取得香港居留權。峰携子回深圳後傷心欲絕，更從雙的日記中得知她自幼一直懂得利用對自己傾慕的男人取得利益，並得知雙早知冬兒已移居台灣，並向冬兒訛稱單已死。峰將此事告知單，在單質問下雙提供了冬兒在台灣的住處，單得嘉麗相助下偷渡往台灣尋找冬兒，但最後發現冬兒以為單已死，接受台灣人齊春陽（孫興飾）追求而嫁給他。單悲傷之餘，不想破壞冬兒的幸福家庭決定讓愛，決意洗心革面建立自己的事業，在春陽協助下成為新崛起的年青商家，並與嘉麗成為情侶。嘉麗其後前往台灣協助單創業，後來兩人結為夫婦。
雙來港之後參加選美，但被傳媒揭露曾結婚生子而被迫退選，其往事更被廣泛報道。在深圳的峰從香港電視得知此事，偷渡來港見雙，希望帶雙回深圳，卻被雙指斥他貧窮沒出色，要峰變得富有才肯跟他回家。峰被雙的言語刺激後竟持假槍打劫銀行，結果峰被趕到的警察擊斃。雙知道峰死訊後，大受打擊，曾企圖自殺，在台灣的單託子俊夫婦照顧雙。豈料雙利用子俊對自己的同情，勾引子俊令他出軌，最後更令子俊父女死於交通意外。單知道後對雙十分憤恨，與她斷絕往來。
單得春陽協助下，取得巴拿馬護照，與嘉麗回港經營食肆生意，並誕下一子。數年後，單決定將峰與雙遺留在內地的兒子旺仔，接來香港照顧。但嘉麗從內地接旺仔回港途中，旺仔被拐走，後來證實被拐子黨虐待而死。此時雙突然出現，得悉兒子死訊後，要向單報復，將單兒子擄走往廣州，單夫婦往廣州尋子，雙卻告之已將單兒子殺害，單將雙帶至公安局，雙承認謀殺，被判死判。
單在雙行刑之前，尋回自己兒子，原來雙只是將單兒子收藏，並聘人照顧，並沒有將他殺害。單知悉後立即往公安局要求阻止行刑，可惜單未能阻止雙被處決之餘，更重遇當年向冬兒迫婚的高幹，現已成為公安副局長的鐵生，鐵生揭露單逃犯的身份，下令下屬拘捕單，單脅持鐵生逃走，生死未卜...

## 演員表

### 衛家/柴家
| 演員           | 角色             | 暱稱/關係 |
| 李泳漢（童年） | 柴單/衛東/常樂天 | 1950年出生 衛家村村民，被迫害而帶著妺妺逃到福建巿區，並改名換姓為柴單 衛紅之兄，自小與其相依為命 與袁冬兒青梅竹馬 於第5集被判於青海終生監禁，後多番逃獄，最後於第9集被丁峰放走 於第13集為尋袁冬兒下落偷渡到香港，後獲假身份證，名為常樂天 視司徒子俊為恩人 丁峰之大舅 於第26集為尋袁冬兒下落偷渡偷渡到台灣，為了在齊春陽手中搶回袁冬兒，砍下左手尾指作誓盟，卻發現與冬兒的感情已冷卻，反之冬兒與齊春陽早已情根深種而退出讓爱，後經齊的幫助，獲得偽造的巴拿馬護照 視程嘉麗為仇人，後和解，最後成為其夫 於第35集挾持李鐵生逃脫後去向不明 |
| 任達華         | 柴單/衛東/常樂天 | 1950年出生 衛家村村民，被迫害而帶著妺妺逃到福建巿區，並改名換姓為柴單 衛紅之兄，自小與其相依為命 與袁冬兒青梅竹馬 於第5集被判於青海終生監禁，後多番逃獄，最後於第9集被丁峰放走 於第13集為尋袁冬兒下落偷渡到香港，後獲假身份證，名為常樂天 視司徒子俊為恩人 丁峰之大舅 於第26集為尋袁冬兒下落偷渡偷渡到台灣，為了在齊春陽手中搶回袁冬兒，砍下左手尾指作誓盟，卻發現與冬兒的感情已冷卻，反之冬兒與齊春陽早已情根深種而退出讓爱，後經齊的幫助，獲得偽造的巴拿馬護照 視程嘉麗為仇人，後和解，最後成為其夫 於第35集挾持李鐵生逃脫後去向不明 |
| 陳冬梅（少年） | 柴雙/衛紅        | 1960年出生 衛家村村民，隨兄逃到福建市區，並改名換姓 衛東之妹，自小與其相依為命 14歲時與柴單失散後，因對其思念而產生了戀兄情結 對袁冬兒、程嘉麗心存妒意 丁峰之妻（無正式婚書） 利用林志剛取得香港居留權 司徒子俊之情婦，後反目 於第35集佯稱殺死柴單之子，並承認控罪而被判死刑，當柴單知道真相時已被槍決 |
| 關詠荷         | 柴雙/衛紅        | 1960年出生 衛家村村民，隨兄逃到福建市區，並改名換姓 衛東之妹，自小與其相依為命 14歲時與柴單失散後，因對其思念而產生了戀兄情結 對袁冬兒、程嘉麗心存妒意 丁峰之妻（無正式婚書） 利用林志剛取得香港居留權 司徒子俊之情婦，後反目 於第35集佯稱殺死柴單之子，並承認控罪而被判死刑，當柴單知道真相時已被槍決 |
| 侯振宇         | 衛 弟            | 衛東之弟 衛紅之兄 饑荒時在山上吃下毒果中毒而死 |
| -              | 衛 弟            | 衛東之弟 衛紅之兄 饑荒時在山上吃下毒果中毒而死 |
| -              | -                | 柴單、程嘉麗之子 |

### 丁家
| 演員   | 角色  | 暱稱/關係 |
| 吳毅將 | 丁 峰 | 民警 在調查縱火案中力挺柴單，查明真相後受處紛下放到青海當獄警 勞小燕之夫，眼見妻子水土不服，不忍其受苦而主動辦離婚 有感與柴單同病相憐，將其放走，繼而逃兵 與重遇的柴雙相戀，後結為夫妻（無正式婚書） 柴單之妹夫 於第29集為了挽留已變心的柴雙偷渡到香港 於第29集持玩具槍打劫銀行，被追捕的巡警開槍擊中，逃回住處後失血過多而死 |
| -      | 旺 仔 | 丁峰、柴雙之子 於第34集被拐子黨拐去，尋回後證實已死於併發症 |

### 司徒家
| 演員   | 角色     | 暱稱/關係 |
| 李青山 | 司徒子俊 | 普通科醫生 程嘉欣之夫 程嘉麗之妹夫 早年同為黑市居民，對柴單多番幫助，被其視之為恩人 因同情柴雙遭遇，與她發現婚外情 第33集駕車時與柴雙糾纏而撞車，送院後不治 |
| 楊玉梅 | 程嘉欣   | 司徒子俊之妻 程嘉麗之妹 |
| 曾燕婷 | -        | 司徒子俊、程嘉欣之女 第33集在司徒子俊車內發生交通意外，送院後不治                                                                                           |

### 袁家
| 演員           | 角色   | 暱稱/關係 |
| -              | 胡新天 | 衛家村村民 雙目失明 袁冬兒之婆婆 迷信以为衞東四兄妹冤魂不散                                                                  |
| 江麗娜（童年） | 袁冬兒 | 衛家村村民 胡新天之孫女 與衛東青梅竹馬 為躲避李鐵生的逼婚與柴單逃亡，在柴單落網後隻身偷渡到台灣 齊春陽的意中人，後來結成夫妻 |
| 雪 梨          | 袁冬兒 | 衛家村村民 胡新天之孫女 與衛東青梅竹馬 為躲避李鐵生的逼婚與柴單逃亡，在柴單落網後隻身偷渡到台灣 齊春陽的意中人，後來結成夫妻 |

### 其他重要角色
| 演員   | 角色   | 暱稱/關係 |
| 莊靜而 | 程嘉麗 | 夜總會舞女 程嘉欣之姊 暗戀柴單，卻被其視為仇人，後和解，最後成為其妻 因「搶走」柴單，遭柴雙妒忌                                                        |
| 孫 興  | 齊春陽 | 台灣太保 對袁冬兒一往情深，甘願為其退出幫會，更在兄弟面前砍下左手尾指作誓盟，後來結成夫妻 因為柴單的讓愛，而成為生死之交，並幫助其取得偽造的巴拿馬護照 |

### 其他演員
- 韓義生 飾 李鐵生（高幹；貪圖袁冬兒的美色，利用群眾壓力向袁冬兒逼婚而與柴單結怨；第35集被柴單挾持後下落不明）
- 苗金鳳 飾 江秀琴（衛家村生產隊隊長；為人尖酸刻薄、孤寒利毒，喜歡看風驶𢃇、假公濟私；常欺负老弱村民；對衛東四兄妹百般凌辱；為攀附李鐵生，幫助其向袁冬兒施压逼婚）
- 龐秋雁 飾 勞小燕(丁峰第一任妻子，與峰同為福建人，婚後隨夫一起到青海生活，因無法適應當地氣候而選擇離婚回鄉，並承諾等峰歸來後與之再續前緣，惜多年後峰回鄉依然遙遙無期，最終選擇另嫁他人)
- 邵傳勇 飾 小　韋(民警；丁峰同撩，在調查縱火案中同樣相信柴單是清白，在查明真相後被當局處分調離到海南島）
- 阮令濤 饰 衛　良（臭佬；衛家村村民；有份迫害衛東四兄妹，後良心發現）
- 凌腓力 饰 衛家村村民
- 林司聰 饰
- 馮　國 飾 民　警
- 邱展鵬 飾 民　警
- 王清河 饰 衛　福（衛家村村長；有份迫害衛東四兄妹）
- 華忠男[註 1] 饰 衛家村村民（有份迫害衛東四兄妹）
- 李其鈞 饰 衛家村村民
- 黃麗英
- 江　圖 飾 青海囚犯（與柴單一同逃獄，分道揚鑣後，被野狼吃掉）
- 張　錚 飾 張局長（澤心仁厚，對丁峰提攜有加）
- 姜皓文 飾 青海囚犯 （與柴單一同逃獄，分道揚鑣後，被丁峰捉拿送返監獄）
- 煒　烈 飾 林志剛（香港警察，司徒子俊之好友，迷戀柴雙，更為柴雙拋棄妻兒；實則柴雙只為居港權而勾引他，得函後便離他而去）
- 羅　烈 飾 公　安 （跟進柴單之子失蹤一案）
- 劉　準 飾 李鐵生手下
- 周美玲
- 吳紫妍
- 鮑起靜 飾 煤礦工人（袁冬兒之工友）
- 熊德誠 飾 Peter（精神科醫生;司徒子俊之好友）
- 吳元俊 飾 Ricky Chan（姑爺仔；程嘉麗的舊情人，向其敲詐勒索，後被柴單以心理戰趕退）
- 魯振順 飾 Tony（青年才俊，有穩定女友，卻對柴雙一見鍾情，更為了她與林志剛大打出手）
- 蔡倩儿 饰
- 胡永耀 饰
- 榮　飆 饰
- 陳子洪 饰
- 周兆麟 饰 青海獄警
- 李陽春 饰
- 鄒煒倫 飾 傻　佬（夜總會恩客，求歡不果刺傷程嘉麗真兇，令柴單被嫌疑）
- 李美美 饰
- 崔文潔 饰
- 梁錦燊 飾 相　士
- 鄭文霞 飾 傭　人
- 鄧德江 飾 軍　官
- 米　奇  飾 雄　哥（假證集團主腦）
- 吳曼麗 飾 舞　女
- 曾國顓 饰
- 陳獅雄 飾
- 賴榮顯[註 2] 飾 党专员
- 陳鳳冰[註 3] 饰
- 计祥龙[註 4] 饰
- 羅樹淇[註 5] 飾
- 方　茹[註 6] 飾 梁　嬸
- 簡瑞超[註 7] 饰 燕　父
- 洪志強[註 8] 飾 爛　仔
- 梁克遜[註 9] 飾
- 陳月茹[註 10] 飾

## 配樂
本劇主題曲《人生如此》鋼琴演奏，輕快變奏以及長達數秒的過場音樂。
久石讓《レスフ)`ナ》
久石讓《Resphoina》
Tangerine Dream《Father and Son (Resurrection II)》
Tangerine Dream《Mae Comes Back》
Tangerine Dream《Mae's Transformation》
Tangerine Dream《She's My Sister》
Tangerine Dream《Rain in the Third House》
Tangerine Dream《In Julie's Eyes》
Tangerine Dream《Final Statement》
Paul Winter《'the Lake'》
Ennio Morricone《Hamlet (Hamlet)》
Georges Delerue《Old Granddaddy》
Hans Zimmer《A World Apart: Suite》
Jimmy Kaleth《Constellation》
渡辺俊幸《Tanoshii Campus》
渡辺俊幸《Makeru na Eriko》
渡辺俊幸《Kokoro no Sasae》
Tim Story《A Conversation in the Rain》
Ricky Ho《長路》
Ricky Ho《血戰》
中島優貴《いにしえの詩》
中島優貴《悲しみのワルツ》
田中公平《神よ!許したまえ》 (Kasumi's Wedding Dress)
James Newton Howard《Love Theme》
James Newton Howard《Following Col. Armstrong》
神思者《Aphrodite》
小室哲哉《落花 (Falling Petals)》
小室哲哉《躑躅 (Azalea)》
David McHugh《Dad》

## 概況
本劇在1991年6月於本港台首播時，正與無線電視的《今生無悔》對撼，後者更成為1991年收視之冠，幕前除了任達華比較有知名度外，其他演員礙於慣性收視致關注度降低，但劇集本身劇力令到例如關詠荷的角色成為其亞視時期最重要作品之一。在九十年代初香港創作人受大氣氛影響下衍生很多這類抒發政治意念的作品，亦可見當年整體創作氣氛令香港影視業百花齊放。

## 外部連結
- 百度百科-暴雨燃燒
- 暴雨燃燒劇評 （页面存档备份，存于）
- 豆瓣电影上《暴雨燃燒》的資料 （简体中文）